# گروه نام‌های جغرافیایی در سازمان ملل متحد
گروه نام‌های جغرافیایی سازمان ملل (به انگلیسی: The United Nations Group of Experts on Geographical Names)، که با نام UNGEGN نیز شناخته می‌شود، یک ساختار یا تشکیلات سازمانی وابسته به سازمان ملل متحد است که در آوریل ۱۹۵۹ توسط مجمع عمومی سازمان ملل متحد به وجود آمده‌است. این تشکیلات در سطح کارشناسان هر دو سال و در سطح وزرای کشورهای عضو هر ۵ سال یکبار اجلاس برگزار می‌کند.

## وظایف
وظیفه این سازمان یکسان‌سازی نام‌های جغرافیایی و ترغیب برای تلفظ درست و یکسان نام‌ها است. بر اساس دستورالعمل‌های این سازمان هر منطقه جغرافیایی یا هر مکان و پدیده جغرافیایی باید یک نام بین‌المللی داشته باشد و باید از کاربرد نام‌های متعدد و غیر مرسوم خود داری کرد تلفظ نام‌ها باید به صورت لاتین‌نویسی دقیق باشد تا تلفظ نادرست در مسیرهای هوایی و کشتی‌رانی و خدمات شهری و مکالمات اورژانسی اخلال ایجاد نکند. از سال ۱۹۶۷ تاکنون این سازمان ۲۴ اجلاس برگزار کرده‌است.

## فهرست کشورهایی که نام‌های جغرافیایی را لاتین‌نویسی کرده‌اند
کشورهای زیر جای‌نام‌شناسی یا تِپانِمی و نام‌های جغرافیایی را برای تلفظ درست یکسان‌سازی کرده‌اند.
| کشور                | سال ارائه یا آخرین به روز رسانی به ترتیب |
| ------------------- | ---------------------------------------- |
| الجزایر             | ۲۰۰۰                                     |
| استرالیا            | ۲۰۰۲                                     |
| اتریش               | ۲۰۰۹                                     |
| بلژیک               | ۲۰۰۹                                     |
| کانادا              | ۲۰۰۰                                     |
| چین                 | ۱۹۹۲                                     |
| کرواسی              | ۲۰۰۷                                     |
| قبرس                | ۲۰۰۲                                     |
| جمهوری چک           | ۲۰۰۷                                     |
| *چکسلواکی           | ۱۹۸۷                                     |
| دانمارک             | ۲۰۰۹                                     |
| استونی              | ۲۰۰۷                                     |
| فنلاند              | ۲۰۱۱                                     |
| فرانسه              | ۱۹۸۹                                     |
| آلمان               | ۲۰۱۱                                     |
| *آلمان (GDR)        | ۱۹۸۱                                     |
| یونان               | ۲۰۰۰                                     |
| مجارستان            | ۲۰۰۲                                     |
| ایسلند              | ۱۹۸۲                                     |
| ایران               | ۲۰۰۰                                     |
| ایرلند              | ۱۹۹۴                                     |
| ایتالیا             | ۲۰۰۴                                     |
| ژاپن                | ۲۰۰۷                                     |
| کره جنوبی           | ۲۰۱۲                                     |
| هلند                | ۱۹۹۲                                     |
| نروژ                | ۲۰۰۷                                     |
| لهستان              | ۲۰۱۱                                     |
| رومانی              | ۱۹۹۴                                     |
| اسلواکی             | ۲۰۱۰                                     |
| اسلوونی             | ۱۹۹۵                                     |
| آفریقای جنوبی       | ۱۹۹۲                                     |
| اسپانیا             | ۱۹۸۲                                     |
| سورینام             | ۱۹۸۵                                     |
| سوئد                | ۲۰۰۷                                     |
| سوئیس               | ۱۹۸۲                                     |
| تایلند              | ۲۰۰۲                                     |
| ترکیه               | ۱۹۸۲                                     |
| اوکراین             | ۲۰۱۱                                     |
| انگلستان            | ۲۰۰۹                                     |
| ایالات متحده آمریکا | ۱۹۸۹                                     |
| *شوروی              | ۱۹۸۷                                     |

## ساختارهای مرتبط
- تحریف نام خلیج فارس
- جنبش جنوب ایران
- سفرنامه نویسان انگلیسی و ایران
- اسناد نام خلیج فارس، میراثی کهن و جاودان
- جنگهای ایران و پرتغال
- مقیم خلیج فارس (سرای بریتانیا در خلیج فارس)
- جنگ سرد اعراب و ایران
- تحریف نام خلیج فارس
- کارتوگرافی
- سازمان نقشه‌برداری
- کمیته یکسان‌سازی نامهای جغرافیایی ایران
- سازمان ملل متحد
- جای‌نام‌شناسی